# Place Jacques-Debu-Bridel
Pour les articles homonymes, voir Jacques Debû-Bridel, Debû et Bridel (homonymie).
La place Jacques-Debu-Bridel est une voie située dans le quartier du Parc-de-Montsouris du 14e arrondissement de Paris.

## Situation et accès
La place Jacques-Debu-Bridel est au croisement de l'avenue Reille et de la rue Gazan.

## Origine du nom
Elle porte le nom du journaliste et homme politique Jacques Debu-Bridel (1902-1993).

## Historique
La place est créée et prend sa dénomination actuelle le 12 décembre 2000 sur l'emprise des voies qui la bordent.

## Bâtiments remarquables et lieux de mémoire
- La place constitue l'entrée du parc Montsouris à l'intersection de la rue Gazan et de l'avenue Reille.